# Souvi
Souvi är en kommun i departementet Sélibabi i regionen Guidimaka i Mauretanien. Kommunen har en yta på 517,2 km2, och den hade 6 653 invånare år 2013.